# Vicia cypria
Vicia cypria är en ärtväxtart som beskrevs av Franz Unger och Karl Theodor Kotschy. Vicia cypria ingår i släktet vickrar, och familjen ärtväxter. Inga underarter finns listade i Catalogue of Life.